# An Adventure in Hearts

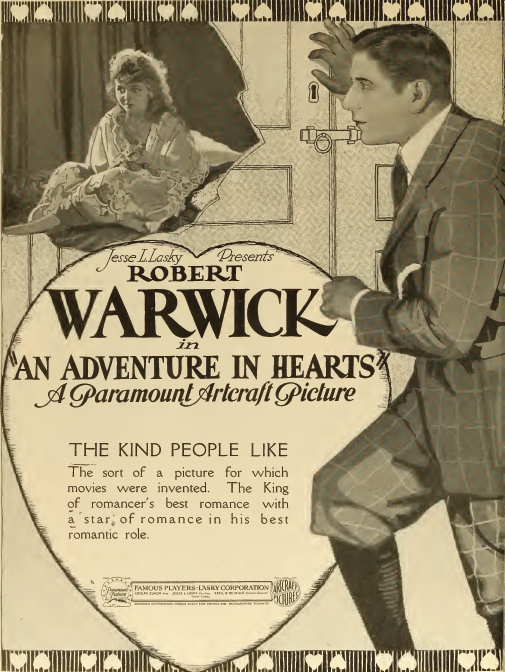
Annonce pour le film dans Film Daily.

An Adventure in Hearts est un film américain réalisé par James Cruze et sorti en 1919.

## Fiche technique
- Réalisation : James Cruze
- Scénario : Elmer Blaney Harris d'après le roman Captain Dieppe d'Anthony Hope
- Producteur : Jesse L. Lasky
- Photographie : Charles Edgar Schoenbaum, Frank Urson
- Genre : Aventures[1]
- Production : Famous Players–Lasky Corporation
- Distributeur : Paramount Pictures
- Durée : 50 minutes (5 bobines)[2]
- Date de sortie :
  - États-Unis : septembre 1919

## Distribution
- Robert Warwick : Captain Dieppe
- Juan de la Cruz : Conte Fieramondi
- Winifred Greenwood : Contesse Fieramondi
- Helene Chadwick : Contesse Lucia Bonavia D'Orano
- Walter Long : Guilamo Sevier
- Howard Gaye : Paul Sharpe